# هنس‌ویل (واشینگتن)
هنس‌ویل (به انگلیسی: Hansville) یک منطقهٔ مسکونی در ایالات متحده آمریکا است که در شهرستان کیتساپ، واشینگتن واقع شده‌است. هنس‌ویل ۳٬۰۹۱ نفر جمعیت دارد.